# Hadí mord nízký
Hadí mord nízký (Scorzonera humilis, synonymum – Scorzonera plantaginea Gaudin) je vytrvalá bylina řadící se do čeledi hvězdnicovité. V České republice je tento druh hadího mordu zařazen do kategorie ohrožených druhů (C3), zákonem chráněný je i na Slovensku a v Německu.

## Popis
Hadí mord nízký je přibližně 10–40 cm vysoká rostlina, podle některých zdrojů může dorůstat až 50 cm. Má tlustý vertikální kořen a krátký oddenek. Lodyha je nejčastěji jednoduchá, přímá, někdy může být chudě větvená, na bázi a pod úbory je lodyha lehce vlnatě chlupatá. Přízemní listy a listy rostoucí ve spodní části lodyhy jsou ploché, mají obkopinatý, obvejčitý až čárkovitě obkopinatý tvar. Jsou dlouhé 5–30 cm a široké až 5 cm, celokrajné a mají zřetelný řapík. V mládí jsou listy vlnaté, ale brzy tento rys ztrácejí. Střední a horní lodyžní listy buď nevyrůstají nebo jsou malé, slabé a šupinaté.

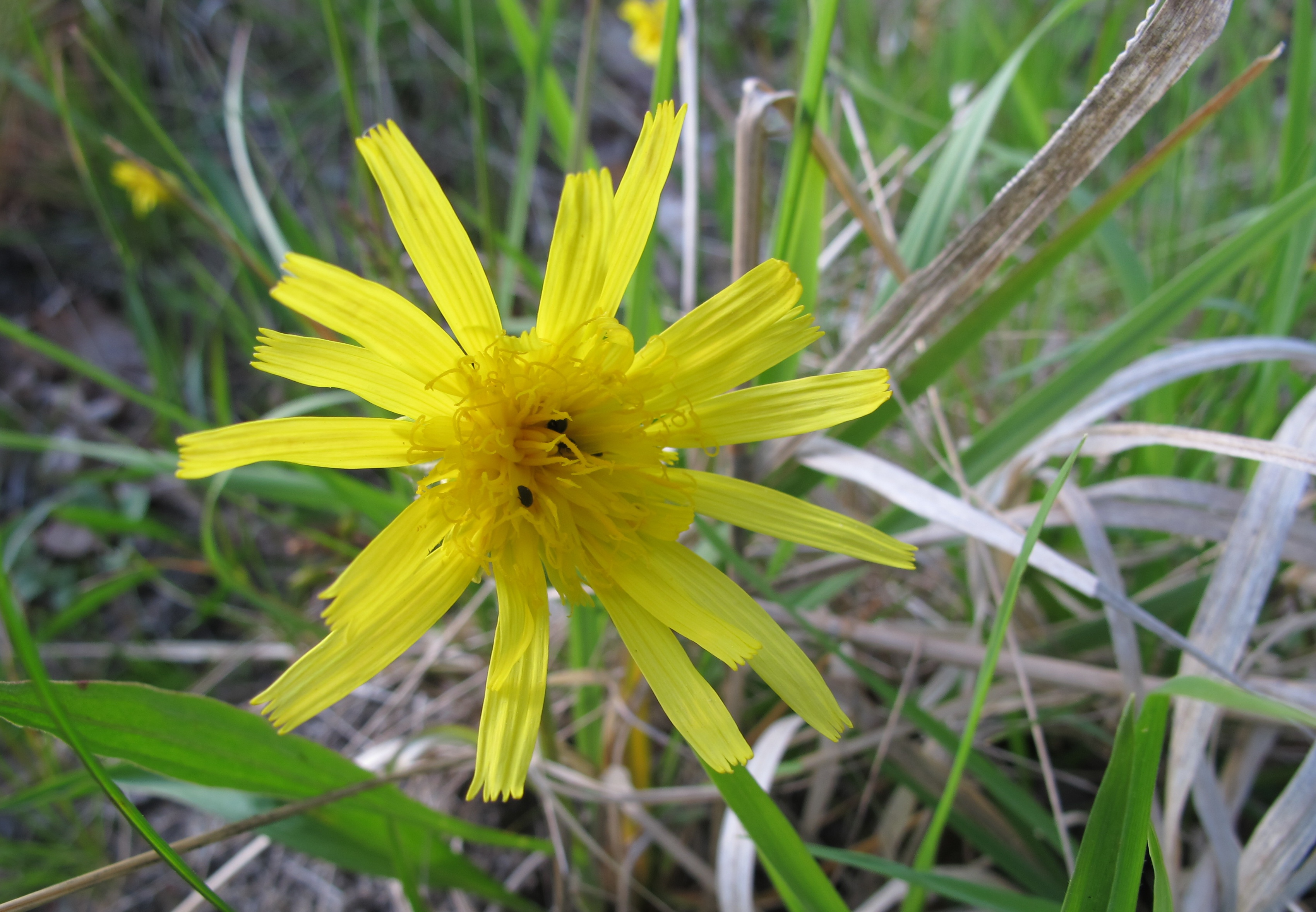
Detail květu hadího mordu nízkého, lokalita Andělské schody

Velký úbor vyrůstá na konci lodyhy, má asi 4 cm v průměru a je složené z jazykovitých květů. Zákrov vejcovitý až zvonkovitý (dlouhý 15–30 mm), vnější zákrovní listeny jsou vejčité a vnitřní jsou kopinaté. Koruna je 1,5–2krát delší než zákrov a je citronově žlutá až bělavá na vnější straně načervenalá či hnědavá. Had mord nízký kvete od května do července. Plodem hadího mordu nízkého je válcovitá nažka dlouhá 7–9 mm s bělavým chmýrem, který je delší než nažka.

## Stanoviště a rozšíření
Hadí mord nízký roste na slatinných loukách a pastvinách či ve světlých lesích nebo při okrajích lesů od pahorkatin do hor, vzácně vstupuje až do karů (nadmořská výška kolem 1250 m). Preferuje těžké jílovité, neutrální až slabě kyselé půdy na výslunných až polostinných stanovištích. V poslední době byly velkoplošně ničeny stanoviště výskytu tohoto druhu, proto je tento druh na ústupu.
Areál výskytu je od střední části Apeninského poloostrova přes Rumunsko, Maďarsko, Francii a severní Portugalsko. Na severu je hranice výskytu v jižním Norsku a středním Švédsku. V rámci České republiky roste roztroušeně, ale po celém území. Především se jedná o jižní až jihozápadní Čechy, Žďárské vrchy a Železné hory.